# Дюбуа, Альфред
Альфред Дюбуа (фр. Alfred Dubois; 17 ноября 1898 года, Моленбек-Сен-Жан — 24 марта 1949 года) — бельгийский скрипач и музыкальный педагог.
Окончил Брюссельскую консерваторию, отдельно занимался под руководством Эжена Изаи. В 1920 г. на проводившихся по инициативе Изаи торжествах в честь столетия Анри Вьётана стал победителем конкурса скрипачей и получил специальный Приз королевы (в дальнейшем на основе этого конкурса был учреждён регулярный Конкурс скрипачей имени Анри Вьётана, первым лауреатом которого Дюбуа традиционно считается).
На протяжении многих лет Дюбуа выступал в дуэте с пианистом Марселем Маасом, этот дуэт оставил ряд записей, в том числе сонаты Иоганна Себастьяна Баха и вызывающие у современного критика наиболее ощутимое одобрение сонаты Сезара Франка и Клода Дебюсси. В 1940-е гг. Дюбуа также руководил струнным квартетом.
Помимо исполнительской деятельности Дюбуа был профессором скрипки в Брюссельской консерватории. Его наиболее известным учеником, ассистентом (на протяжении 8 лет) и преемником был Артюр Грюмьо.